# André Dequae
André Dequae (né le 3 novembre 1915 à Courtrai en Belgique et décédé le 17 août 2006), était un homme politique belge membre du Parti social chrétien flamand (CVP). Il a été plusieurs fois ministre après la Seconde Guerre mondiale.

## Biographie
Andreas Albrecht Jozef (André) Dequae, né le 3 novembre 1915 à Courtrai, est issu d'un milieu modeste. Il est le fils de Paulyn Dequae, journalier, et d'Elodia Soen.
Il est licencié en sciences économiques de l'Université catholique de Louvain (UCL) et agrégé de l'enseignement secondaire supérieur. Il est professeur à l'École technique Saint-Joseph de Courtrai.
Établi dans sa ville natale, il s'intéresse à l'industrie linière. Il sera ainsi président de l'Association internationale du lin.
En février 1946, il est élu député du Parti social chrétien à la Chambre des représentants. Il est à plusieurs reprises nommé ministre dans les années 1950 et 1960. Il est ainsi ministre de la Reconstruction dans le bref gouvernement Duvieusart en 1950, ministre des Colonies d'août 1950 à 1954 dans le gouvernement Phollien puis dans le gouvernement Van Houtte, ministre du Commerce extérieur en 1958 dans le gouvernement Gaston Eyskens II, ministre de la Coordination économique de 1960 à 1961 dans le gouvernement Gaston Eyskens III et ministre des Finances de 1961 à 1965 dans le gouvernement Lefèvre.
Il est également membre du Bureau de la Chambre des représentants de 1958 à 1960 et de 1965 à 1974 et président de la Chambre des représentants de 1974 à 1977.
Il a aussi été président du Boerenbond de 1977 à 1981 et président du Conseil d'administration de la Banque Bruxelles Lambert en 1981.